# Place Lénine (Tomsk)
Pour les articles homonymes, voir Place Lénine.
La place Lénine (Площадь Ле́нина) est la place centrale de la ville de Tomsk en Russie. Elle se trouve dans le raïon (district urbain) Lénine. Elle se présente comme une presqu'île limitée à l'ouest par la rivière Tom au sud et à l'est, par l'Ouchaïka. La perspective Lénine la traverse et les rues suivantes démarrent de cette place: la rue du Quai, la rue Karl Marx, la rue Rosa Luxemburg, la rue Bakounine et la rue Obroub.

## Histoire
Il s'agit de la place la plus ancienne de Tomsk. Les cosaques y ont installé leurs premiers campements. Avec la fondation du fort de Tomsk, un bas faubourg s'y est formé. En 1630, l'église de bois de l'Épiphanie y a été élevée, marquant la fondation officielle du gouvernement de Tomsk. La place a changé plusieurs fois de nom: au début, elle s'appelle la place de l'Épiphanie en l'honneur de la cathédrale, la place d'Ivérie (dans les années 1860, à cause d'une chapelle dédiée à Notre-Dame d'Ivérie), la place du Commerce, la place du Bazar (jusque dans les années 1880), et la grande place du Bazar.
Au XIXe siècle, on érige des bâtiments administratif: la magistrature, la douma (assemblée) municipale et l'administration des bourgeois, le grand dépôt des pompiers et le siège de la police. La chapelle Notre-Dame-d'Ivérie est bâtie en 1858, copie de celle de Moscou, en mémoire des soldats tombés pendant la guerre de Crimée, sur les fonds du riche S.P. Petrov. Le futur Nicolas II (alors qu'il était tzarévitch) s'y est rendu en 1891. Elle a été restaurée en 1912 par le riche marchand Alexandre Koukhterine.
Le marché qui s'est développé sur la place à la fin du XVIIe siècle a déterminé son caractère commercial. Les échoppes en bois ont été progressivement remplacées par des locaux commerciaux en pierre et l'on construit au milieu du XVIIIe siècle le Gostiny Dvor (démoli en 1972). Le siège de la Bourse de Tomsk est bâti en 1806 et en 1854 il est réaménagé en magasins à l'européenne d'après les plans de l'architecte A.A. Arafiev. L'architecte Vladislavlev construit en 1894 le « bâtiment blanc » qui abrite le magasin de la manufacture Vtorov (détruit en 1977) et en 1904 Tovy Fischel construit le « bâtiment rouge », abritant à l'époque un grand magasin (au n° 8 de l'actuelle perspective Lénine).
En 1864, un nouveau pont est construit (en plus du pont de la Douma), le pont du Bazar, sur le côté reliant la rue Millionaïa et la rue de la Poste (qui font partie maintenant de la perspective Lénine).

## Nouvelle histoire

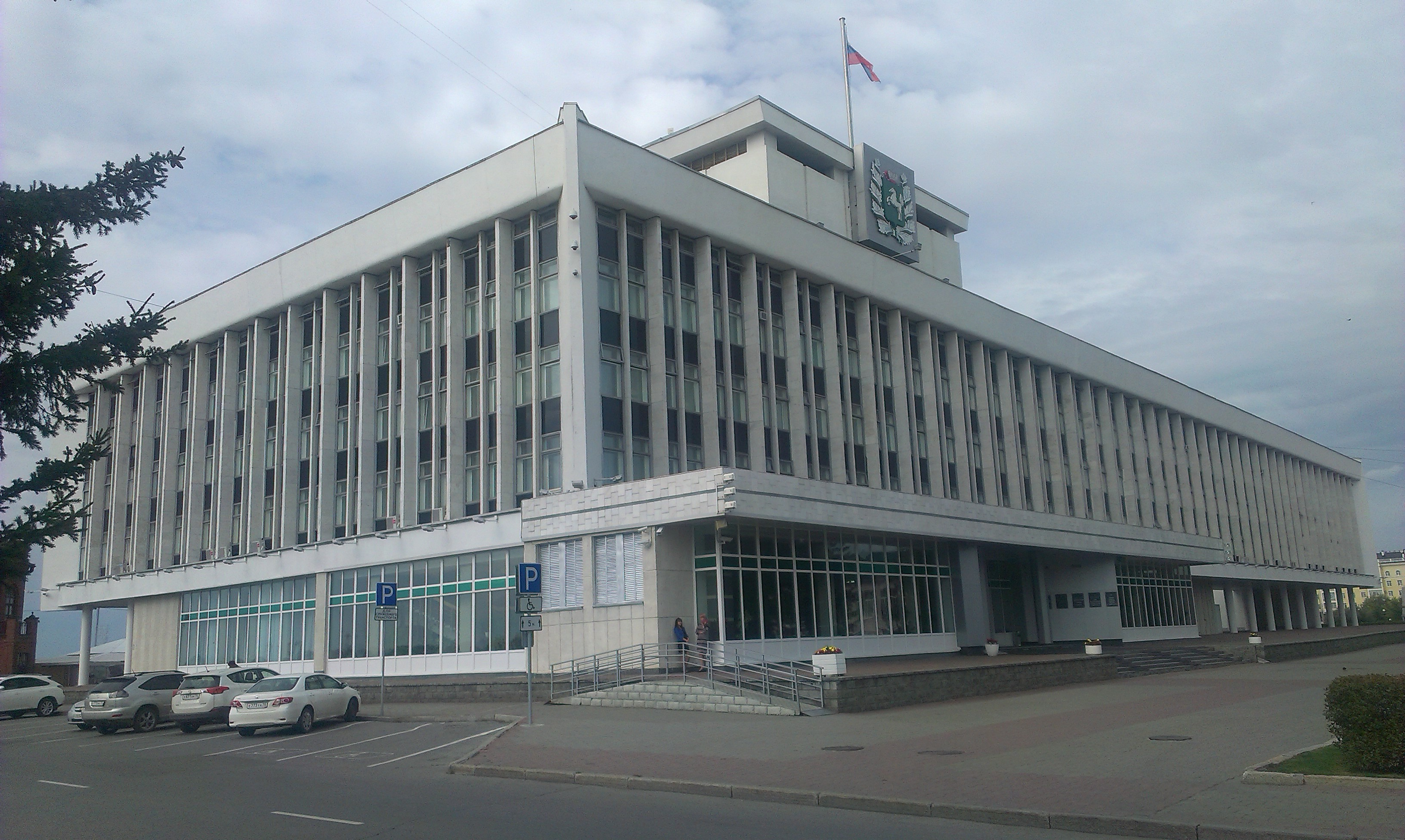
Siège de l'administration de l'oblast de Tomsk (ancienne Maison des Soviets).

À l'époque soviétique, la place conerve son caractère marchand. On y ouvre aussi le comptoir de la fabrique de pâtes alimentaires de Tomsk, le siège du transport fluvial du district, le siège principal des pompiers, le siège des syndicats, le commissariat militaire, la police municipale, le Palais du Travail, la Maison du Kholkozien, le club des jeunes travailleurs, etc. L'on construit aussi un cirque. La chapelle Notre-Dame d'Ivérie est démolie. La cathédrale de l'Épiphanie, fermée au culte depuis 1941, abrite un atelier de l'usine de chaussures de caoutchouc de Tomsk. Dans l'ancienne bourse, une boulangerie industrielle est installée et dans le bâtiment rouge, un atelier de couture.
La place reçoit son nom actuel (dédié à Vladimir Lénine) le 31 octobre 1959 et l'on y élève une statue en l'honneur du fondateur du parti bolchévique.
En 1978, on y construit le théâtre dramatique de Tomsk et en 1981, la Maison des Soviets (administration de l'oblast de Tomsk). La chapelle d'Ivérie est reconstruite à l'identique dans les années 1990.

## Galerie

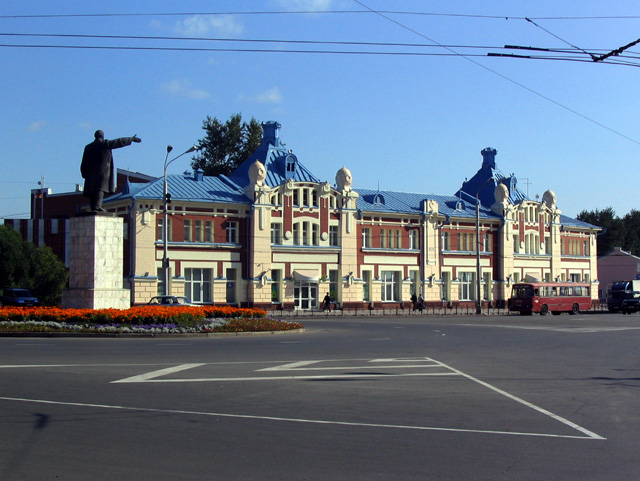
Ancien dépôt de farine.
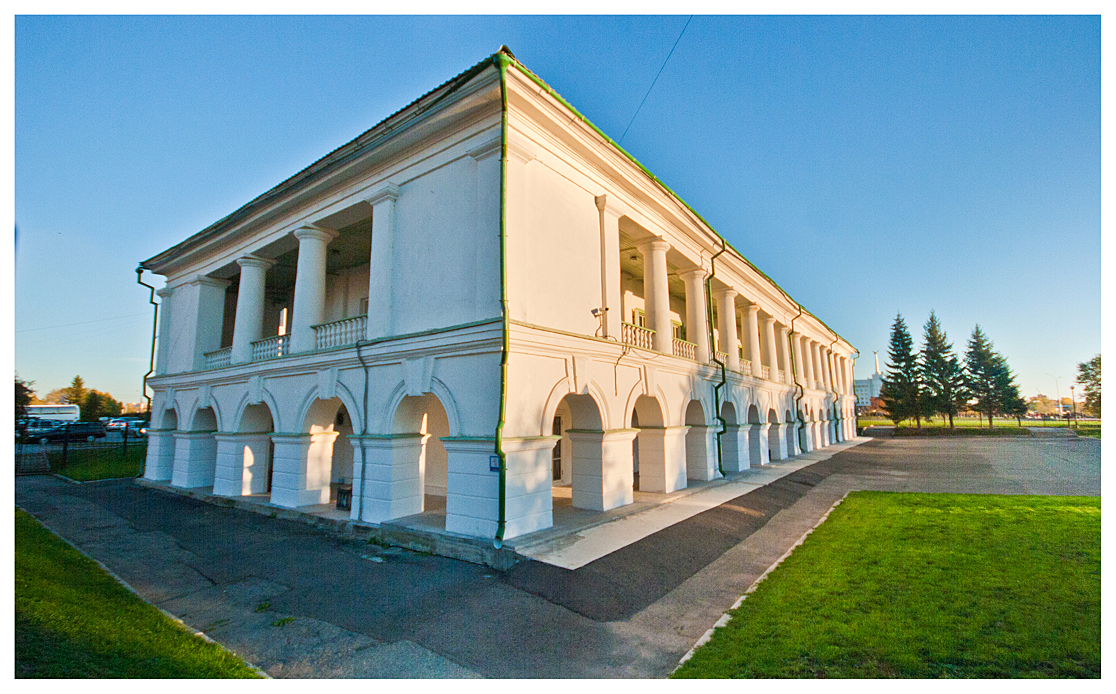
Ancienne bourse de Tomsk.
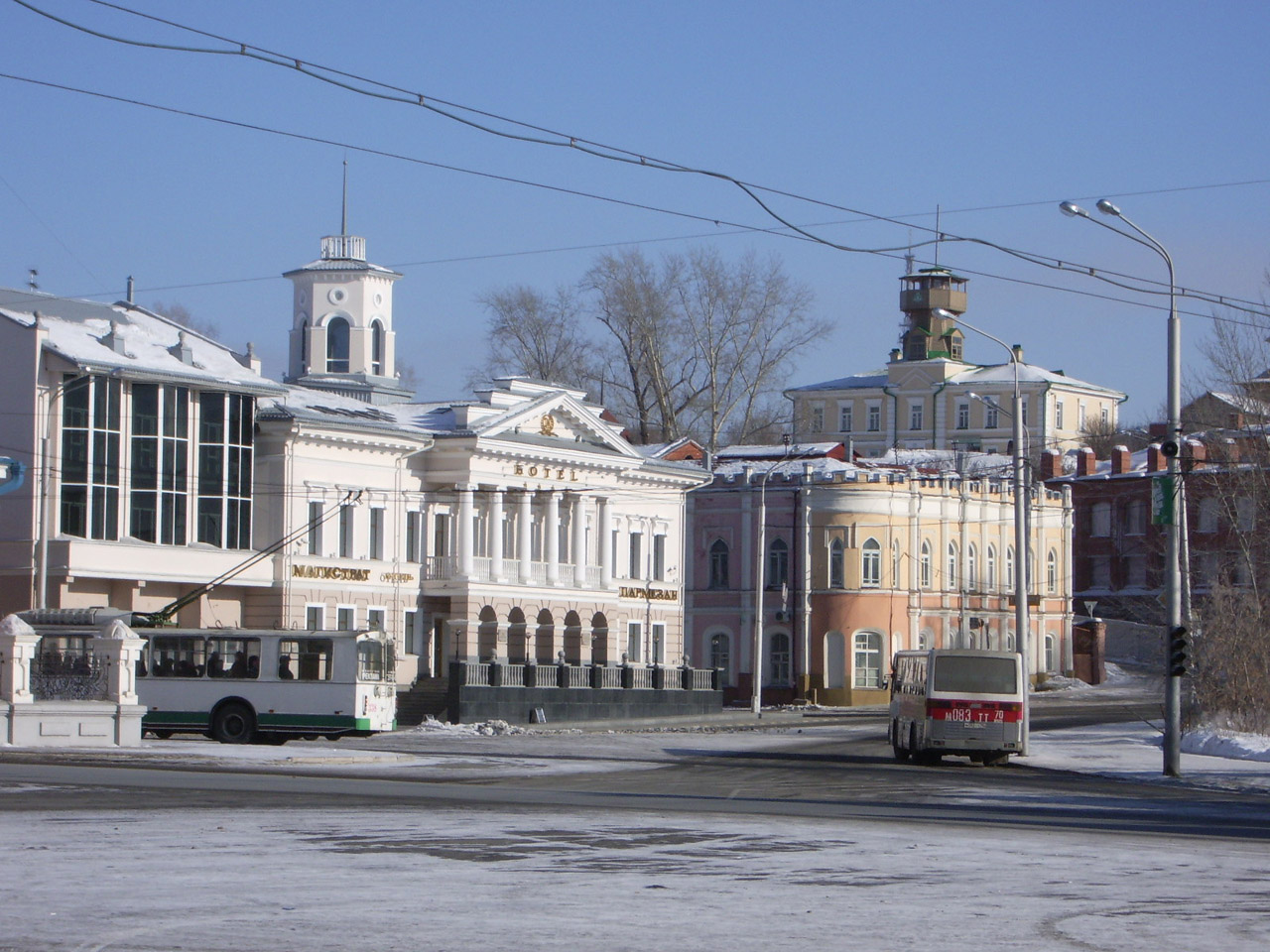
Vue vers le nord-est.
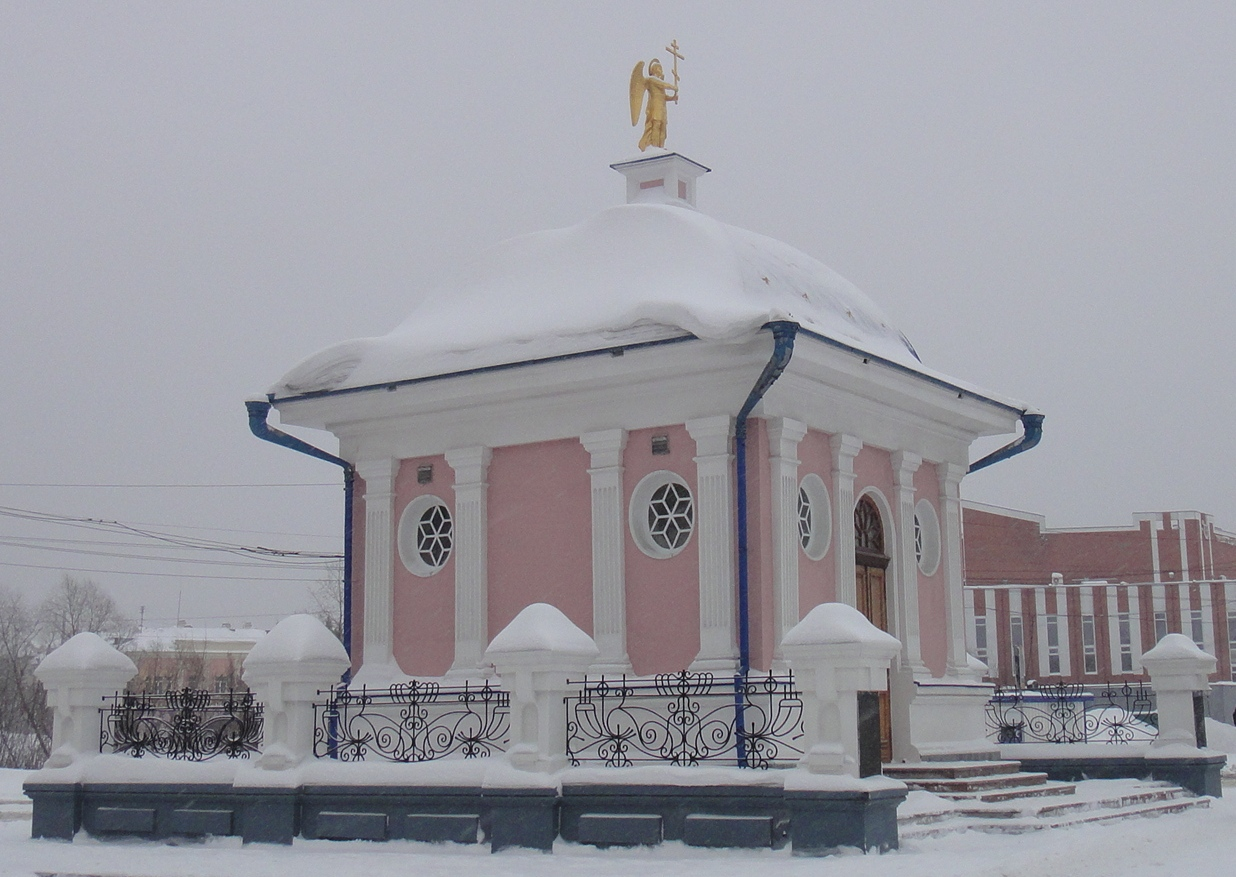
Chapelle d'Ivérie.